# Taylor Swift (álbum)
Taylor Swift es el álbum debut homónimo de la cantante y compositora estadounidense Taylor Swift, fue lanzado el 24 de octubre de 2006 por el sello discográfico Big Machine Records. Swift escribió las canciones para el álbum durante su primer año de secundaria y está acreditada en todas las canciones incluyendo las que están coescritas con Liz Rose. Swift experimentó grabar el álbum con muchos productores, en última instancia, eligió al productor que produjo su demo, Nathan Chapman. Musicalmente, el álbum presenta el género country con elementos de pop rock, incorporando instrumentos como guitarras, banjos y violines. Líricamente las canciones reflejan la visión de Swift sobre la vida cuando era adolescente, lidiando con relaciones románticas, amistades e inseguridad.
El álbum recibió reseñas generalmente positivas de los críticos, que elogiaron la sensibilidad general del álbum y la composición de Swift a una edad temprana por representar con seriedad los sentimientos adolescentes. El álbum disfrutó éxito comercial; en Estados Unidos llegó al número cinco en la lista Billboard 200, mientras que permaneció en el número uno del Top Country Albums por veinticuatro semanas no consecutivas y fue certificado de platino siete veces por la Recording Industry Association of America (RIAA). Taylor Swift marcó la permanencia más larga dentro del Billboard 200 de cualquier álbum lanzado en la década de 2000. También ingresó a las listas en Australia, Canadá y Reino Unido.
Cinco sencillos fueron lanzados del álbum, todos certificados platino por la RIAA. «Tim McGraw» fue lanzado como el primer sencillo de Taylor Swift; se convirtió en top 10 en el Billboard Hot Country Songs. «Teardrops on My Guitar» fue lanzado como el segundo sencillo de Taylor Swift, convirtiéndose en la canción mejor posicionada del álbum en el Billboard Hot 100. «Our Song» fue lanzada como el tercer sencillo del álbum y llegó al número uno en el Hot Country Songs. «Picture to Burn» y «Should've Said No» fueron lanzados como el cuarto sencillo y quinto sencillo del álbum, respectivamente, ambos convirtiéndose en éxito en las listas de música country en Estados Unidos. Swift promocionó el álbum a través de la red social Myspace, lo que los periodistas consideraron atípico para la estrategia de marketing de un músico country. Se embarcó en una gira de radio de seis meses en 2006 y fue telonera de giras para otros artistas country a lo largo de 2006 y 2007, como Rascal Flatts, George Strait, Brad Paisley, Tim McGraw y Faith Hill.
En total, el álbum Taylor Swift ha vendido 7 millones de copias a nivel mundial.

## Antecedentes
Swift se crio en Wyomissing, Pensilvania y desarrolló un temprano interés en la música country y en la composición. A los once años, ella y su familia hicieron su primera visita a Nashville, Tennessee para buscar un contrato de grabación, aunque no salió nada de ello. Swift era juzgada a menudo y negada por sellos discográficos por ser muy joven. En lo que respecta a los sellos que la rechazaron, ella dijo,
«Lo puedo entender. Tenían miedo en poner a una chica de 13 años de edad. Tenían miedo de poner una chica de 14 años de edad. Tenían miedo de poner a una chica de 15 años. Estaban nerviosos con poner a una chica de 16 años. Y estoy segura que sí no hubiera firmado con Scott Borchetta (jefe de Big Machine Records), todos tendrían miedo de poner a una chica de 17 años.»
Al regresar a su ciudad natal en Pensilvania, Swift se dio cuenta de que tenía que distinguirse de otros aspirantes a cantantes de country. Para ello, a los 12 años empezó a escribir canciones ella misma y aprendió a tocar la guitarra de la mano de un informático que en una ocasión había reparado el computador de su familia. El amor de Swift por la música country la alejó de sus compañeros. Su interpretación de «The Star-Spangled Banner» en el Abierto de Estados Unidos 2003 llamó la atención del mánager musical Dan Dymtrow, quien ayudó a Swift, de 13 años, a conseguir un contrato de desarrollo artístico con RCA Records en Nashville. Para ayudar en los esfuerzos artísticos de Swift, su padre transfirió su trabajo a Nashville y su familia se mudó a Hendersonville, una ciudad cercana a Nashville, en 2004, el mismo año que Swift tuvo su contrato con RCA, que fue finalmente rechazada porque ella se negó a estar en un acuerdo de desarrollo de artista.
A los 14 años, recibió su contrato con Sony/ATV Music, para convertirse en compositora profesional, la firmante más joven de su historia. En una exhibición de la industria en el Bluebird Café de Nashville en 2005, Swift llamó la atención de Scott Borchetta, un ejecutivo de DreamWorks Records que se estaba preparando para formar una compañía discográfica independiente, Big Machine Records. Conoció a Borchetta por primera vez en 2004. Swift se convirtió en uno de los primeros fichajes de Big Machine y su padre compró un patrimonio del tres por ciento en la empresa.
Swift comenzó a trabajar en su álbum debut en el mismo año que fue firmada con Big Machine Records. Swift describe a Taylor Swift como «su diario de sus años de adolescencia» y dijo que escribió las canciones que figuran en el álbum en «tiempo real», mientras las estaba experimentando. Como resultado, las canciones en Taylor Swift describen las experiencias de edad con la inseguridad, amor joven, y angustia adolescente. La mayoría de las canciones en el álbum fueron escritas durante el primer año de secundaria de Swift.
«Escuchas mi álbum y suena como si tuviera 500 novios. Pero no es así. Descubrí que no tienes que salir con nadie para escribir una canción sobre ello [...] Estaba pasando por un momento difícil en la secundaria y enfrentando mucho rechazo. Descubrí que muchas veces estaba sola, observando sus discusiones desde afuera y las cosas que estaban diciéndose entre sí. Realmente no me hablaban. En el proceso de darme cuenta de esto, comencé a desarrollar éste sentido muy agudo de observación, de cómo observar a las personas y ver lo que hacen. En ese sentido, fui capaz de escribir canciones sobre relaciones cuando tenía veinte años, aunque no estuviese en una.»

## Desarrollo y música

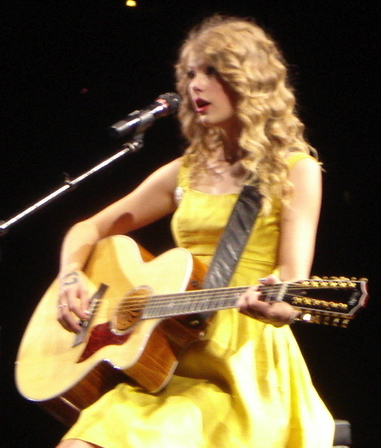
Swift interpretando «Tim McGraw», el primer sencillo y canción que abre el álbum, durante la gira Fearless Tour (2009-10)

Swift escribió «Tim McGraw» durante su primer año, sabiendo que ella y su novio, Brandon Borello, terminarían a fin de año cuando él se fuera después de terminar la secundaria. Rose dijo que Swift vino hacia ella después de la escuela escribiendo canciones para Sony/ATV «con la idea y la melodía. Ella sabía exactamente lo que quería». La canción nostálgica describe un romance de verano y la esperanza de Swift que cuando Borello «piense en Tim McGraw» él «pensaría en su canción favorita» - «Can't Tell Me Nothin» - y que la recordara. Por el contrario, «Picture to Burn» describe a una chica furiosa después de una ruptura. Swift dijo que la canción es sobre «estar molesta» y es «completamente, y brutalmente honesta»; que le dio una ventaja cómica. Estando en el trabajo después de clases, Swift «se encontró sentada con su guitarra cantando, 'Odio su estúpida camioneta que no me deja conducir. ¡Es tan zafio! ¡Oh Dios mío!'», una línea que se convirtió en el coro de la canción. La canción de ritmo rápido es pesado en banjos y batería, mientras que el coro está marcado por las guitarras distorsionadas y voces altas.
La cantante escribió la canción autiobiográfica «The Outside» como una salida a la edad de doce años, el año en que ella comenzó a cantar sus propias canciones. Como muchas de las otras canciones que ella escribió tempranamente, la canción describe la infelicidad y soledad que Swift sintió cuando su amor por la música country se alineó de sus compañeros. Swift escribió «Tied Together with a Smile» el día en que ella descubrió que una de sus mejores amigas era bulímica, algo que le sorprendió. Ella recordó, «¿Cómo alguien que parece ser tan fuerte tiene una horrible, horrible debilidad? Es algo que la está matando». La letra para «Tied Together with a Smile» describe una hermosa chica tratando de esconder su turbulencia interior y que llora «Estás atada con una sonrisa/Pero te estás deshaciendo». Swift comentó, «Siempre pensé que uno de los problemas mayores de las chicas americanas enfrentan es la inseguridad». Escribió «Should've Said No» de acuerdo con «algo realmente, realmente dramático y loco ocurriéndole a ella y su necesidad de hacerle frente en forma musical». La canción fue una agregación de Swift de último momento: Swift la había escrito dos días antes de que las mezclas estuvieran establecidas y los folletos estuviera a punto de imprimirse; luego llamó a su productor y completó la canción a la noche.
«Mary's Song (Oh My My My)» estuvo inspirada en sus vecinos de al lado, con un matrimonio de larga duración, siendo lo opuesto a lo que los tabloides fijan. Swift escribió «Our Song» para su show de talento de primer año sin intenciones de incluirla en su álbum. Ella dijo «recién sabía que había algo sobre ello» y eligió incluirla en Taylor Swift. «La escribí sobre un chico que estaba saliendo, y en cómo no teníamos una canción. Así que nos escribí una». La canción es una narración y describe una pareja joven quién usa los eventos en sus vidas en el lugar de una canción normal. El banjo aparece al final del álbum, debido a las letras de su cierre, «toca de vuelta». «Invisible» es una balada describiendo la soledad y dolor de no ser notada. Sean Dooley de About.com escribió, «la canción impulsada por el piano [...] perfectamente captura la angustia adolescente que todos sufren-o han sufrido-en un momento u otro».

## Grabación
Durante la grabación de su demo, Swift trabajó con el productor de demos Nathan Chapman, quien ella conoció en un pequeño cobertizo detrás de una editorial en que ella estaba. Swift dijo, «Siempre voy allí y le tocó nuevas canciones, y la semana siguiente él tuvo una canción estupenda, que él tocó todos los instrumentos, y sonaba como un disco. Hicimos esto por un período de un año a dos antes de tener mi contrato de grabación».
Para grabar Taylor Swift, tuvo que elegir qué productor podía trabajar con ella: «De repente, dije, 'Está bien, vamos a usar éste productor' o 'Vamos a usar ése productor». Después de experimentar con diferentes productores, originales de Nashville, Swift eligió a Chapman por el sonido único que él le colocaba a las canciones. Big Machine Records se mostró escéptico en contratar a Chapman porque él nunca había hecho un álbum de estudio antes de Taylor Swift, sólo demos. Swift describió las canciones que él produjo como «la química correcta» y por lo tanto, Big Machine Records aceptó a Chapman que produjera algunas de las canciones del álbum. Al final, Chapman produjo todas excepto una de las canciones. La grabación fue hecha durante cuatro meses antes de que el 2006 terminara.

## Recepción crítica
Taylor Swift recibió reseñas positivas de los críticos contemporáneos. Shelly Fabian de About.com elogió a Swift como «una de las artistas jóvenes más talentosas de las listas de country hoy en día» y por hacer «un trabajo genial de una mezcla entre el country moderno con el tradicional». Fabian elogió al álbum por tener «canciones divertidas», como «Picture to Burn» y «Our Song» y canciones emocionales, como «Teardrops on My Guitar» y «Tied Together with a Smile». Jeff Tamarkin de Allmusic dijo que Swift «tiene una voz fresca y de chica, llena de esperanza e ingenuidad, pero también es una voz confidente y madura». Ella dijo que su «talento para tener en cuenta» fue retratado en las canciones «Tim McGraw», «The Outside» y «Mary's Song (Oh My My My)». Tmarkin criticó al productor Nathan Chapman por aplicar «un brillo que no todas [las canciones] realmente lo requieren y en algunos casos sería mejor aplicar». Rick Bell de Country Standard Time le dio una crítica positiva, diciendo que Swift tenía «una composición inteligente» y que «sus canciones profundamente personales, particularmente 'The Outside' y 'Our Song'» eran «apasionantes». La comparó con el sonido de Cyndi Thomson y Hilary Duff. Cris Neal de Country Weekly dijo que Swift «demuestra un idealismo honesto, inteligente en que la audiencia de cualquier edad se podrá conectar» y agregó que «el material más reflexivo sugiere un talento en durar bien en la secundaria». Ken Rosenbaum de The Toledo Blade escribió «Swift maneja hábilmente las letras de canciones y los temas en la zona oscura entre el adolescente y la mujer».

## Recepción comercial

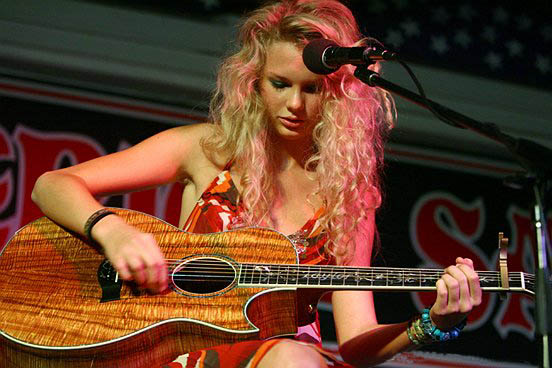
Swift con su guitarra acústica Taylor hecha de madera de Acacia koa, en el Maverick Saloon & Grill en Santa María, California, 16 de junio de 2006.

En Estados Unidos, en la semana que finalizó el 11 de noviembre de 2006, Taylor Swift debutó en el número diecinueve del Billboard 200 debido a las ventas de 40,000 copias. Después de sesenta y tres semanas en el Billboard 200, en la semana terminando el 19 de enero de 2008, el álbum llegó al número cinco debido a las ventas de 47,000 copias. Taylor Swift marcó la permanencia más larga en el Billboard 200 de cualquier álbum lanzado en la década de 2000. El álbum llegó al número uno en el Top Country Albums y permaneció veinticuatro semanas no consecutivas en la cima de la lista. En la semana terminando el 2 de agosto de 2008, el EP de Swift Beautiful Eyes sustituyó a Taylor Swift en el número uno en las listas. Con Taylor Swift en el número dos, Swift se convirtió en la primera artista en mantener dos posiciones en el Top Country Albums desde que LeAnn Rimes se enlistó en 1997 con Blue (1996) y Unchained Melody: The Early Years (1997). El 17 de agosto de 2009, el álbum fue certificado 5X siete veces platino por RIAA por la venta de 5,000,000 copias en Estados Unidos. Taylor Swift llegó al número catorce en Canadian Albums Chart y número uno en Canadian Country Albums Chart. Taylor Swift fue certificado platino por CRIA por la venta de 80,000 copias.
En Australia, Taylor Swift llegó al número treinta y tres en la lista principal y en el número tres en la lista de género country. En la semana que finalizó el 5 de septiembre de 2009, entró a UK Albums Chart en el número ochenta y ocho; la semana siguiente, llegó al número ochenta y uno. Fue certificado plata por BPI por la venta de 60,000 de ejemplares.

## Sencillos

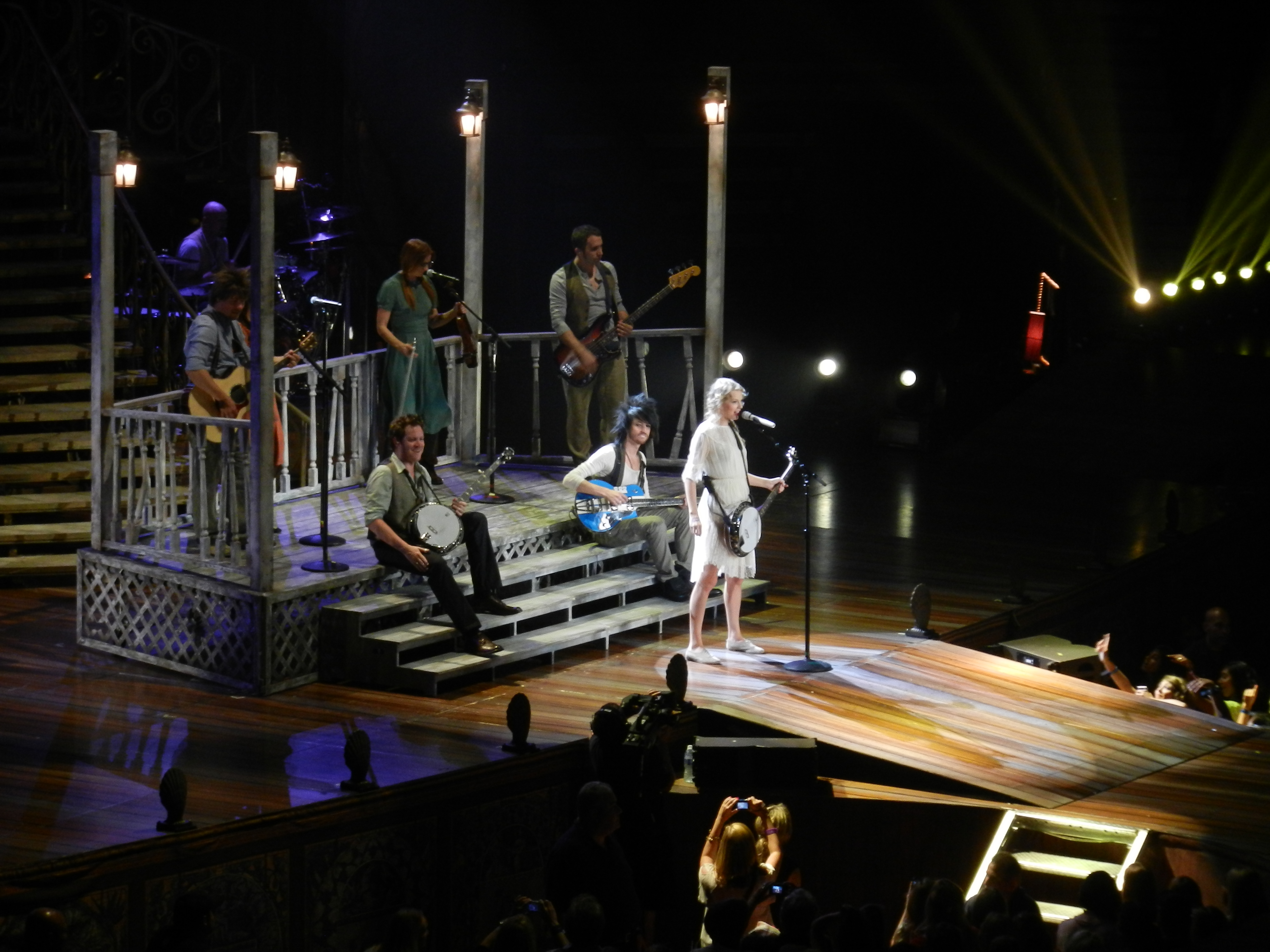
Swift interpretando «Our Song», el tercer sencillo del álbum, en la gira Speak Now World Tour (2011-12)

«Tim McGraw» fue lanzada como el primer sencillo de Taylor Swift en junio de 2006. La canción fue apreciada por los críticos de música por su melodía y letras. «Tim McGraw» tuvo éxito comercial, llegando al número cuarenta en el Billboard Hot 100 y al número seis en Hot Country Songs; fue certificado platino por RIAA por la ventan de 1,000,000 de copias.
«Teardrops on My Guitar» fue lanzado como el segundo sencillo de Taylor Swift en febrero de 2007. Recibió reseñas positivas por su composición, también tuvo éxito comercial, convirtiéndose en el sencillo mejor posicionado del álbum en el Billboard Hot 100, llegando al número trece. Se convirtió en el primer éxito pop de Swift, llegando al número once en la lista ahora cancelada Pop 100, también llegó al número dos en Hot Country Songs. La canción fue certificada doble platino por RIAA por la venta de dos millones de copias. Llegó al número cincuenta y uno en el UK Singles Chart, siendo el único sencillo del álbum en ingresar a las listas en el Reino Unido.
«Our Song» fue lanzada como el tercer sencillo del álbum en septiembre de 2007. La canción fue elogiada por su hook y sus letras. Llegó al número dieciséis en el Billboard Hot 100 y fue certificado doble platino por RIAA; también se convirtió en un éxito número uno en Hot Country Songs. La canción llegó al número treinta en Canadian Hot 100, convirtiéndose en el sencillo mejor posicionado del álbum en Canadá.
«Picture to Burn» fue lanzada como el cuarto sencillo de Taylor Swift en febrero de 2008. Fue apreciado por los críticos contemporáneos por su producción y sus letras. Llegó al número veintiocho en el Billboard Hot 100, se convirtió en el cuarto sencillo consecutivo en llegar al top 10 en la lista Hot Country Songs y fue certificado platino por RIAA.
«Should've Said No» fue lanzada como el quinto y último sencillo del álbum en mayo de 2008. Los críticos elogiaron su producción y composición. En Estados Unidos llegó al número treinta y tres del Billboard Hot 100, se convirtió en el segundo número uno en Hot Country Songs y fue certificado platino por RIAA. La canción llegó al número dieciocho en Nueva Zelanda.

## Lista de canciones
Todas las canciones son producidas por Nathan Chapman, excepto donde se indica.

| Edición estándar |                                  |                                              |          |  |
| N.º              | Título                           | Escritor(es)                                 | Duración |  |
| 1.               | «Tim McGraw»                     | Taylor Swift, Liz Rose                       | 3:54     |  |
| 2.               | «Picture to Burn»                | Swift, Rose                                  | 2:55     |  |
| 3.               | «Teardrops on My Guitar»         | Swift, Rose                                  | 3:35     |  |
| 4.               | «A Place in This World»          | Swift, Robert Ellis Orrall, Angelo Petraglia | 3:22     |  |
| 5.               | «Cold as You»                    | Swift, Rose                                  | 4:01     |  |
| 6.               | «The Outside» (Orrall, Chapman1) | Swift                                        | 3:29     |  |
| 7.               | «Tied Together with a Smile»     | Swift, Rose                                  | 4:11     |  |
| 8.               | «Stay Beautiful»                 | Swift, Rose                                  | 3:58     |  |
| 9.               | «Should've Said No»              | Swift                                        | 4:04     |  |
| 10.              | «Mary's Song (Oh My My My)»      | Swift, Rose, Brian Maher                     | 3:35     |  |
| 11.              | «Our Song»                       | Swift                                        | 3:24     |  |
| 40:28            |                                  |                                              |          |  |

| Edición de Best Buy (descarga adicional) |                      |              |          |  |
| N.º                                      | Título               | Escritor(es) | Duración |  |
| 12.                                      | «I Heart ?» (Orrall) | Swift        | 3:15     |  |
| 43:43                                    |                      |              |          |  |

| Edición deluxe |                                                     |                                 |          |  |
| N.º            | Título                                              | Escritor(es)                    | Duración |  |
| 12.            | «I'm Only Me When I'm With You» (Orrall, Petraglia) | Swift, Orrall, Petraglia        | 3:35     |  |
| 13.            | «Invisible» (Orrall)                                | Swift, Orrall                   | 3:25     |  |
| 14.            | «A Perfectly Good Heart» (James, Verges)            | Swift, Brett James, Troy Verges | 3:42     |  |
| 15.            | «Taylor Swift's 1st Phone Call with Tim McGraw»     |                                 | 4:44     |  |
| 55:55          |                                                     |                                 |          |  |

| Reedición de 2008 y edición internacional |                                        |              |          |  |
| N.º                                       | Título                                 | Escritor(es) | Duración |  |
| 15.                                       | «Teardrops on My Guitar» (Versión pop) | Swift, Rose  | 2:58     |  |
| 54:09                                     |                                        |              |          |  |

### DVD
| DVD |                                                 |          |  |
| N.º | Título                                          | Duración |  |
| 1.  | «Tim McGraw»                                    |          |  |
| 2.  | «Tim McGraw» (Live at Grand Ole Opry)           |          |  |
| 3.  | «Tim McGraw» (Live Yahoo! Music and Interview)  |          |  |
| 4.  | «Teardrops on My Guitar»                        |          |  |
| 5.  | «Behind the Scenes of 'Teardrops on My Guitar'» |          |  |
| 6.  | «Our Song»                                      |          |  |
| 7.  | «Behind the Scenes of 'Our Song'»               |          |  |
| 8.  | «Gac Short Cut Series: A Place in This World»   |          |  |
| 9.  | «Picture to Burn»                               |          |  |
| 10. | «Taylor's Home Movie»                           |          |  |

Videos
- «Tim McGraw»
- «Teardrops on My Guitar»
- «Our Song»
- «Picture to Burn»
- «A Place in This World»
- «Should've Said No»
- «I'm Only Me When I'm with You»

Notas
- 1 Productor adicional

## Posiciones y ventas
| Lista (2006—2015)               | Mejor posición |
| ------------------------------- | -------------- |
| Australian Albums Chart         | 33             |
| Australian Country Albums Chart | 2              |
| Canadian Albums Chart           | 14             |
| Irish Albums Chart              | 59             |
| Japanese Albums Chart           | 53             |
| New Zealand Albums Chart        | 38             |
| UK Albums Chart                 | 81             |
| U.S. Billboard 200              | 5              |
| U.S. Top Country Albums         | 1              |

| Lista (2008)       | Posición |
| ------------------ | -------- |
| U.S. Billboard 200 | 5        |

| País           | Certificaciones (ventas) |
| -------------- | ------------------------ |
| Australia      | Gold                     |
| Canadá         | Platinum                 |
| Reino Unido    | Silver                   |
| Estados Unidos | 7× Platinum              |